# De Treeswijkhoeve
De Treeswijkhoeve is een restaurant gevestigd in Waalre, Nederland. Het restaurant had één Michelinster in de periode 2006-2012. Sinds 2013 heeft het restaurant twee sterren.
GaultMillau kende het restaurant 18 van de maximaal 20 punten toe. Op dit moment, juni 2020, krijgt het restaurant 17,5 van de maximaal 20 punten.
Chef-kok van De Treeswijkhoeve is Dick Middelweerd. Het restaurant werd lid van de Alliance Gastronomique Néerlandaise in 2003.
De Treeswijkhoeve is gevestigd in een in 1916 gebouwde boerderij, voorheen behorend tot het Landgoed Treeswijkhoeve. In 1988 kochten de schoonouders van Dick Middelweerd de boerderij en begonnen er een restaurant. Middelweerd zelf kwam in 1991 als chef-kok in dienst. Samen met zijn vrouw Anne-Laura kocht hij het restaurant in 2000.